# نانس (فیلم)
«نانس» (انگلیسی: Nance) فیلمی در ژانر درام به کارگردانی آلبرت وارد است که در سال ۱۹۲۰ منتشر شد.